# Велички (гмина)
Велички (пол. Wieliczki) — гмина (уезд) в Польше, входит как административная единица в Щитненский повят, Варминьско-Мазурское воеводство.

## Сельские округа
1. Цимохы
2. Цимошки
3. Гонсёрувко
4. Годзеево
5. Гуты
6. Елитки
7. Клещево
8. Крупин
9. Мале-Олецко
10. Марковске
11. Недзведзке
12. Норы
13. Нове-Рачки
14. Пухувка
15. Рыне
16. Соболе
17. Шешки
18. Урбанки
19. Велички
20. Вилькасы
21. Войнасы

## Поселения
1. Бартковски-Двур
2. Хмельник
3. Гонсёрово
4. Годзеево
5. Кшижевко
6. Новы-Млын
7. Пуховица
8. Пухувка
9. Старосты